# Знаменский сельсовет (Слуцкий район)
Знаменский сельсовет — административная единица на территории Слуцкого района Минской области Беларуси. В 2013 году в состав сельсовета вошли 9 населённых пунктов упразднённого Ленинского сельсовета.

## Состав
Знаменский сельсовет включает 25 населённых пунктов:
- Беларусь — посёлок.
- Борок — деревня.
- Ваньковщина — деревня.
- Вишневка — посёлок.
- Дуброва — посёлок.
- Залядье — деревня.
- Знамя — деревня.
- Кажушки — деревня.
- Ленино — агрогородок.
- Лопатичи — деревня.
- Малиновка — посёлок.
- Михайловка — посёлок.
- Невязцы — деревня.
- Подлесье — агрогородок.
- Сахалин — посёлок.
- Свободный — посёлок.
- Селище — деревня.
- Середняки — деревня.
- Славинск — деревня.
- Терасполь — деревня.
- Ульяновка — деревня.
- Усход — посёлок.
- Хлебный Клин — посёлок.
- Чирвоная Нива — посёлок.
- Шаловичи — деревня.